# Drone dragon
Le drone dragon (en ukrainien : Дрон-дракон), également connu sous le nom de « Dracarys », est un type de drone (UAV) incendiaire initialement développé et baptisé par le ministère ukrainien de la Défense et des fabricants privés ukrainiens de matériel de défense. Ce drone est utilisé pour projeter de la thermite en fusion à une température d'environ 2 000 °C (3 630 °F), sur des cibles militaires afin de détruire les barrières naturelles et les fortifications qui abritent les unités militaires combattantes. Cet engin a été créé en 2024, pendant la guerre russo-ukrainienne, un moyen de détruire les zones boisées et d'éliminer la couverture des soldats russes. Sa première utilisation documentée remonte à août-septembre 2024.

## Histoire

### Guerre russo-ukrainienne

#### Utilisation ukrainienne
L'utilisation de drones Dragon, en dehors du ciblage direct des forces et équipements russes, consiste notamment à assister les unités de reconnaissance ukrainiennes en détruisant le feuillage des forêts afin d'exposer les positions et équipements ennemis, qui peuvent ensuite être ciblés par des attaques terrestres ou des bombardements de précision. Certains experts militaires ont également déclaré que la peur et l'inquiétude ressenties par les soldats russes à l'idée d'être gravement blessés par de la thermite fondue pourraient causer davantage de dommages psychologiques aux forces russes que de dommages physiques, et pourraient considérablement miner leur moral,. Nicholas Drummond, analyste du secteur de la défense et ancien officier de l'armée britannique, a qualifié l'utilisation de cette arme de « très innovante ». Des sources militaires ukrainiennes ont déclaré au journal ukrainien Ukrainska Pravda que l'utilisation principale des drones était de « détruire l'infanterie russe qui s'était réfugiée dans des zones boisées ».
Une publication publiée sur le compte X officiel du ministère ukrainien de la Défense comprenait une vidéo de l'arme utilisée dans la région de Kharkiv contre les forces russes. 
La 60e brigade mécanisée d'Ukraine a déclaré dans un message sur les réseaux sociaux que « les drones de frappe sont nos ailes de vengeance, apportant le feu directement du ciel ! » et que « lorsque notre « Vidar » fonctionne, la femme russe ne dormira jamais », Vidar faisant référence à la divinité nordique de la vengeance.

#### Utilisation russe
En septembre 2024, les forces russes ont utilisé leurs propres drones dragon lors de bataille de Vouhledar.